# Verna Rose
Verna Rose (21 maggio 1977) è un calciatore seychellese, di ruolo difensore.